# Justin Berti
Justin Berti (* 18. November 1978 in Avon, Hartford County, Connecticut) ist ein US-amerikanischer Schauspieler, Synchronsprecher, Tänzer und Model.

## Leben
Berti absolvierte die Columbia University. Er lebte für 12 Jahre in Japan, wo er als Baseballspieler auf Semiprofi-Ebene spielte. Während seiner Zeit in Japan synchronisierte er für Videospiele die englische Fassung. 2008 hatte er eine kleine Rolle in dem Film The Ramen Girl. Ab 2015 war er regelmäßig in Kurzfilmen, Fernseh- und Filmproduktionen zu sehen. 2018 übernahm er im Film American Kamasutra die männliche Hauptrolle. In Battle Star Wars – Die Sternenkrieger spielte er den Antagonist.

## Filmografie
- 2008: The Ramen Girl
- 2015: Shi (Kurzfilm)
- 2015: Revolution (Kurzfilm)
- 2016: Submission (Fernsehserie, 6 Episoden)
- 2016: Model for Murder: The Centerfold Killer
- 2016: The Love Machine
- 2016: Melanie Martinez: Mrs Potato Head (Kurzfilm)
- 2016: A-Lister (Fernsehserie, Episode 1x01)
- 2016: Brothers in Arms (Kurzfilm)
- 2016: His Secret Past (Fernsehfilm)
- 2017: Bedroom Eyes (Fernsehfilm)
- 2017: The Heart of a Woman (Kurzfilm)
- 2017: It’s Not Just About a Film (Kurzfilm)
- 2018: Frontera
- 2018: American Kamasutra
- 2018: Cindra (Fernsehfilm)
- 2018: 88 (proof of concept) (Fernsehfilm)
- 2019: Blader (Mini-Fernsehserie, 6 Episoden)
- 2020: The Strength of Reality (Kurzfilm)
- 2020: Battle Star Wars – Die Sternenkrieger (Battle Star Wars)

## Synchronisationen
- 2006: Elite Beat Agents (Videospiel)
- 2007: Mario Kart Arcade GP 2 (Videospiel)